# Matteo Salvini
Matteo Salvini, italijanski politik, * 9. marec 1973, Milano.

## Kariera

### Začetki
Salvini je leta 2004 osvojil mandat v Evropskem parlamentu. Leta 2013 je prevzel stranko Liga, ki je takrat beležila rekordno nizko podporo (štiriodstotno). Danes stranka velja za prvo politično silo v državi.

### Minister za notranje zadeve
V Italiji je 1. julija 2018 prisegla vlada, ki jo sestavljata desna Liga in Gibanje pet zvezd pod vodstvom Giuseppeja Conteja. Salvini je prevzel vodenje notranjega ministrstva in postal podpredsednik vlade. V začetku avgusta 2019 je po notranjih trenjih notranji minister Salvini s svojo stranko vložil pobudo za glasovanje o nezaupnici vladi.